# 72 Seasons
72 Seasons je jedenácté studiové album americké skupiny Metallica, které vyšlo 14. dubna 2023 u vydavatelství Blackened Recordings. Producentem alba je Greg Fidelman, který produkoval i předchozí studiové album skupiny, Hardwired… to Self-Destruct (2016).

## Propagace alba
28. listopadu 2022 Metallica oznámila název alba, datum vydání, seznam skladeb a propagační turné po Severní Americe a Evropě, na kterém se představí také skupiny jako Pantera, Five Finger Death Punch, Ice Nine Kills, Greta Van Fleet, Architects, Volbeat a Mammoth WVH. Turné dostalo název M72 World Tour. Kapela následně vydala první singl „Lux Æterna“, společně s videoklipem. Dne 19. ledna 2023 Metallica vydala nový videoklip ke skladbě „Screaming Suicide“. 1. března 2023 vyšel videoklip k písni „If Darkness Had a Son“.

## Seznam skladeb
| Pořadí         | Název                  | Autor                                     | Délka |
| -------------- | ---------------------- | ----------------------------------------- | ----- |
| 1.             | 72 Seasons             | James Hetfield, Lars Ulrich, Kirk Hammett | 7:39  |
| 2.             | Shadows Follow         | Hetfield, Ulrich                          | 6:12  |
| 3.             | Screaming Suicide      | Hetfield, Ulrich, Robert Trujillo         | 5:30  |
| 4.             | Sleepwalk My Life Away | Hetfield, Ulrich, Trujillo                | 6:56  |
| 5.             | You Must Burn!         | Hetfield, Ulrich, Trujillo                | 7:03  |
| 6.             | Lux Æterna             | Hetfield, Ulrich                          | 3:26  |
| 7.             | Crown of Barbed Wire   | Hetfield, Ulrich, Hammett                 | 5:49  |
| 8.             | Chasing Light          | Hetfield, Ulrich, Hammett                 | 6:45  |
| 9.             | If Darkness Had a Son  | Hetfield, Ulrich, Hammett                 | 6:36  |
| 10.            | Too Far Gone?          | Hetfield, Ulrich                          | 4:34  |
| 11.            | Room of Mirrors        | Hetfield, Ulrich                          | 5:34  |
| 12.            | Inamorata              | Hetfield, Ulrich                          | 11:10 |
| Celková délka: | Celková délka:         | Celková délka:                            | 77:10 |

## Obsazení
- James Hetfield – zpěv, rytmická kytara
- Lars Ulrich – bicí
- Kirk Hammett – sólová kytara
- Robert Trujillo – baskytara, doprovodný zpěv, spoluzpěv (5)